# Le parole (Jean-Paul Sartre)
Le parole è un'autobiografia pubblicata da Jean-Paul Sartre nel 1964 da Gallimard. Il testo apparve per la prima volta sulla rivista Les Temps Modernes, nei numeri 209 (ottobre 1963) e 210 (novembre 1963); fu stampato in volume dalle Éditions Rombaldi nel 1979, con prefazione di Michel Tournier e illustrazioni di Michèle Battut. La narrazione copre la sua infanzia, dai 4 agli 11 anni, ed è divisa in due parti: "Leggere" e "Scrivere". Il titolo originariamente previsto era Jean sans terre (Giovanni senza terra) per il gioco di parole ma anche in riferimento a Giovanni Senzaterra.

## Presentazione e struttura dell'opera
Il testo è diviso in due parti dalla lunghezza simile, intitolate "Leggere" e "Scrivere". Tuttavia, secondo lo studioso Philippe Lejeune, queste due parti sono solo una facciata e non rivelano la progressione cronologica dell'opera. Lejeune ritiene che il testo debba piuttosto essere diviso in cinque parti che chiama "atti".
- Il primo atto narra la preistoria del bambino in ordine cronologico, indicando le sue origini familiari.
- Il secondo atto evoca le varie commedie che Sartre recitò sotto l'influenza della sua famiglia mentre si chiudeva in un mondo immaginario.
- Il terzo atto è la consapevolezza della sua impostura, della sua contingenza, della sua paura della morte e della sua bruttezza.
- Il quarto atto presenta lo sviluppo di una nuova impostura con cui Sartre assume vari atteggiamenti da scrittore.
- Il quinto atto evoca la follia di Sartre, che considera la fonte del suo dinamismo, così come l'annuncio di un secondo libro che alla fine non ebbe il tempo di scrivere prima della sua morte.

Il nome "atti" non deve far pensare a un dramma teatrale: Les Mots è una narrazione e gli "atti" sono come capitoli delle diverse fasi della sua vita.

## Analisi e commenti
Il primo titolo a cui pensò Jean-Paul Sartre fu Jean sans terre, che secondo Jean-Bertrand Pontalis doveva essere inteso come Jean senza padre, e il suo progetto era quello di tornare alla sua infanzia piccolo-borghese che lo aveva "programmato" per essere un uomo costituito da parole, anche se nessun libro può fare da contrappeso alle disgrazie degli uomini veri. Fu per demistificare la scrittura, ora considerata una componente dell'ideologia borghese, che si prefisse di regolare i conti con il bambino re e allo stesso tempo buffone che la sua famiglia - e in particolare sua madre e suo nonno Karl Schweitzer - avevano prodotto. Nato "figlio di un morto" (il padre di Jean-Paul Sartre morì quando questi aveva quindici mesi) e di una madre priva dei suoi diritti e con un nonno autoritario, descrive come interpretava una "commedia di adulti" durante la sua infanzia: "Ero un pulcinella, un giullare, uno smorfioso".
La narrazione non vuole essere obiettiva: intrisa di autoironia, è una messa in scena del bambino che dice di essere; include anche errori cronologici e scelte rivelatrici, come dimostrato dalla dettagliata biografia scritta da Annie Cohen-Solal. Sartre, mentre raccontava la propria storia, intrecciava quella del suo tempo.

## Seguito
Questa autobiografia è il brillante addio alla letteratura da parte di Jean-Paul Sartre. Nel novembre dello stesso anno, il 1964, rifiutò il Premio Nobel per la letteratura "conferito allo scrittore francese Jean-Paul Sartre per la sua opera che, ricca di idee e pregna di spirito di libertà e ricerca della verità, ha esercitato un'influenza di vasta portata nel nostro tempo". Secondo Sartre, nessuno merita la gloria durante la sua vita, e soprattutto, insistendo sulla sua libertà e indipendenza, non voleva dipendere da nessuna istituzione.

## Citazioni

### La lettura
- "Ho iniziato la mia vita nel modo in cui probabilmente la finirò: in mezzo ai libri"
- "queste pietre sollevate; dritte o inclinate, strette come mattoni sugli scaffali della biblioteca o nobilmente distanziati in infilate di menhir"
- "Avevo trovato la mia religione: niente mi sembrava più importante di un libro"
- "La biblioteca: ci vedevo un tempio"

### La spiritualità
- "L'ateismo è un'impresa crudele e a lungo termine, credo di averlo portato fino in fondo"